# Futian, Boluo
Futian (kinesiska: 福田) är en köping i sydöstra Kina. Den ligger i Boluo härad i staden Huizhou i provinsen Guangdong, omkring 71 kilometer öster om provinshuvudstaden Guangzhou. Antalet invånare är 38 286. Befolkningen består av 18 322 kvinnor och 19 964 män. Barn under 15 år utgör 20,0 %, vuxna 15-64 år 73 %, och äldre över 65 år 5,0 %.